# Theben AG
Koordinaten: 48° 21′ 59,6″ N, 8° 47′ 45,5″ O

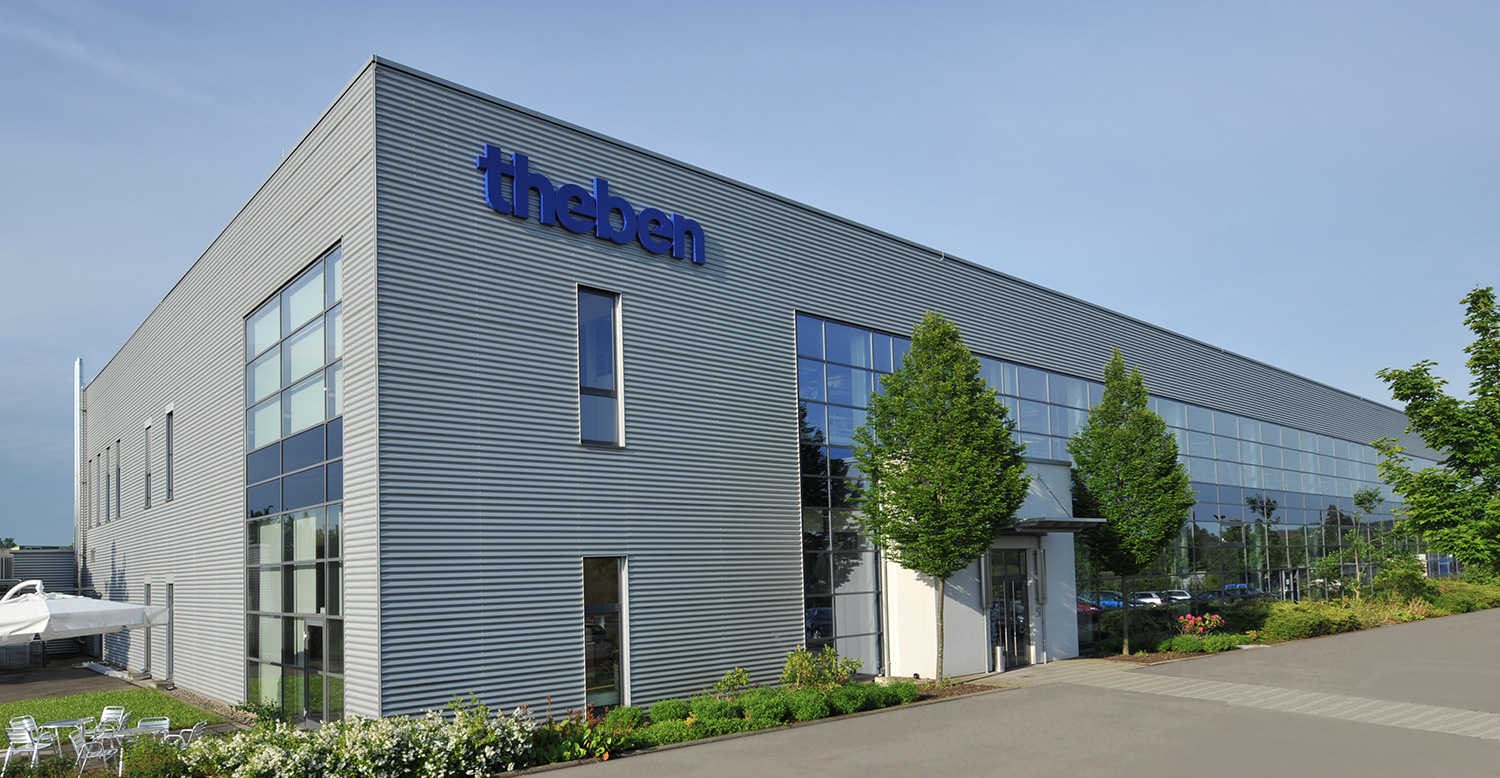
Theben AG Haigerloch

Die Theben AG ist ein 1921 von dem Uhrenmachermeister Paul Schwenk in Stuttgart als Paul Schwenk – Apparatebau gegründeter Hersteller von digitalen und analogen Zeitschaltuhren, Bewegungs- und Präsenzmeldern, Raum- und Uhrenthermostaten sowie Komponenten für die KNX-Gebäudesystemtechnik. Die Theben AG ist Muttergesellschaft der Theben-Gruppe mit sieben verbundenen Unternehmen und in über 60 Ländern vertreten.

## Geschichte
Das Unternehmen wurde 1921 als Einzelfirma Paul Schwenk Apparatebau durch Paul Schwenk in Stuttgart gegründet. Bereits in den ersten Jahren nach Firmengründung konnten Patente wie „Patent für Zeitfernschalter“ und „Patent für elektromotorische Aufzugseinrichtungen für federgetriebene Uhrwerke“ angemeldet werden.
1930 entwickelte das Unternehmen den ersten Treppenlicht-Automaten mit Pendel und Quecksilberröhrenkontakt (ELPA), der auf dem Meisterstück von Paul Schwenk aus dem Jahr 1918 basierte und 1932 die ersten Tarifschaltuhren.
1941 zieht der Betrieb von Stuttgart nach Haigerloch, Hohenzollern.
1971 wurde die erste ausländische Vertriebsgesellschaft in Frankreich Theben S.a.r.l. gegründet.
1973 gründete man das Tochterunternehmen PEZET GmbH Werkzeug- und Kunststofftechnik in Haigerloch und die Produktion am Stammsitz in Haigerloch wurde weiter ausgebaut.
1977 meldete Theben das Patent für die drehbare Schaltscheibe an, wie sie in mechanischen Zeitschaltuhren bis heute Standard ist. Im selben Jahr wurde auch das Patent für den „Steckdosen-Timer“ angemeldet.
In den 1990er Jahren stieg Theben mit den ersten BUS-fähigen Schaltuhren und Dämmerungsschaltern in die Entwicklung der EIB-Technologie ein. 1994 folgte ein digitaler Uhrenthermostat mit damals innovativer Telefon-Fernsteuerung. Seit 1995 ist Theben Mitglied in der KNX Association und beteiligt sich nunmehr, in leitender Position, im KNX-Vorstand an der Weiterentwicklung des KNX-Standards. 1999 bezog die Theben AG das neue Produktionsgebäude im Industriegebiet Madertal in Haigerloch. Unter der Vertriebseinheit „tts – theben technische systeme“ werden seit 2001 OEM-Lösungen für Hersteller von Antriebssystemen und Steuerungstechnik, Energieversorger und Hersteller von Heizungsanlagen entwickelt und produziert. Im Juli 2004 bestellte der Aufsichtsrat Thomas Goes zum Vorstandsvorsitzenden.
2007 übernahm das Unternehmen die High Technology Systems AG, Schweiz (HTS) – den Schweizer Erfinder des Bewegungsmelders. Sie fusionierten mit der bestehenden Theben (Schweiz) AG zur Theben HTS AG mit Sitz in Effretikon, Schweiz.
Im Jahr 2013 wurde die Theben Spain S.L. sowie die Theben Asia PTE. Ltd. in Singapur gegründet. Im November 2015 erfolgte ein Umbau auf der Vorstandsebene. Nach Ausscheiden von Thomas Goes wurden sämtliche Aufgabengebiete und Zuständigkeiten auf die beiden Vorstände Thomas Sell und Andreas Stratmann übertragen. Zum 1. September 2016 übernahm Paul Sebastian Schwenk, der Urenkel des Firmengründers, sein Amt als Vorstand für die Bereiche Marketing, Business Development, Digitalisierung, IT und Personal sowie das Geschäftsfeld Smart Energy. Andreas Stratmann schied kurz zuvor aus. Zum 1. September 2020 wurde das Führungsduo Paul S. Schwenk (seit 1. September 2020 Vorstandsvorsitzender) und Thomas Sell (Vorstand Vertrieb), durch Michael Matthesius  (Vorstand Technik) erweitert.
An der Entwicklung der Europäischer-Installationsbus-Technologie (EIB), Vorläufer des weltweit gültigen KNX-Standards für Gebäudesystemtechnik war die Theben AG als Vorreiter mit einigen patentierten Entwicklungen maßgeblich beteiligt. Darüber hinaus ist Theben Inhaber einer ganzen Reihe weiterer Patente aus dem Bereich Haus- und Gebäudeautomation. Die aktuellen Entwicklungen der Theben AG betreffen Innovationen im Bereich Smart-Energy sowie Smart-Metering-Systeme mit erweiterter Kommunikation und Visualisierung der Verbrauchsdaten. Das CONEXA 3.0 Performance Smart Meter Gateway der Theben AG wurde im August 2020 durch das Bundesamt für Sicherheit in der Informationstechnik für den Betrieb im deutschen Stromnetz zugelassen.
Im Jahr 2021 feierte das Familienunternehmen sein 100. Firmenjubiläum.

## Unternehmen
Die Theben AG (bis 22. April 2002 Theben-Werk Zeitautomatik GmbH) ist Muttergesellschaft der Theben-Gruppe mit Tochterunternehmen in Frankreich, Großbritannien, Italien, den Niederlanden, Spanien, Singapur und der Schweiz mit zusammen 800 Mitarbeitern und 110 Millionen Euro Konzernumsatz. Hinzu kommen Vertretungen in über 60 Ländern.
- PEZET AG – Werkzeug- und Kunststofftechnik, Haigerloch
- Theben S.a.r.l., Frankreich
- Timeguard Ltd. in London
- Theben S.r.l., Italien
- Theben HTS AG mit Sitz in Effretikon, Schweiz
- Theben AG NL, Nederland
- Theben OY, Finnland
- Theben Electronics AB, Schweden
- Theben Asia PTE. Ltd.
- Theben PTY LTD, Australien
- Theben AG AT, Österreich
- GIC Theben Automation Pvt Ltd, Indien
- Grässlin Zeitschalttechnik GmbH, Deutschland
- Theben Smart Energy GmbH, Deutschland
- Theben Automation Limited, Großbritannien
- Theben Middle East (Theben AG Branch)
- Theben Polska Sp z o.o, Production, Poland